# Pelidnota drumonti
Pelidnota drumonti är en skalbaggsart som beskrevs av Soula 2009. Pelidnota drumonti ingår i släktet Pelidnota och familjen Rutelidae. Inga underarter finns listade i Catalogue of Life.